# John Paul Jones (musicus)
John Richard Baldwin (Sidcup (Kent), 3 januari 1946) beter bekend onder zijn artiestennaam John Paul Jones, is de voormalige basgitarist en organist van de rockband Led Zeppelin. Hij is herkenbaar door zijn sonisch-ritmische geluid en speelde voordat hij bij Led Zeppelin speelde bij, onder meer, Jeff Beck, Herman's Hermits, Yardbirds en Donovan. Voor Donovan arrangeerde hij het nummer "Atlantis" (1968). Voor het Rolling Stones-nummer "She's a Rainbow" (1967), arrangeerde Jones de strijkers. Behalve basgitaar speelde Jones bij Led Zeppelin ook orgel, piano, mellotron, gitaar en mandoline.

## Biografie
Hij speelde bij Led Zeppelin ook mandoline, bijvoorbeeld in "Going to California". Bij de live-uitvoering van "Ten Years Gone" speelde hij gitaar. Tijdens de concerten van 1977 verzorgde hij ook de achtergrondzang bij "The Battle of Evermore". 
John Paul Jones trad samen met Robert Plant en Jimmy Page op tijdens het Live Aid-festival (1985). Ze traden ook samen op tijdens een reünieconcert in 1988. In 1993 werd Robert Plant gevraagd voor een optreden bij MTV Unplugged. Hij vroeg daarbij Jimmy Page om hulp. Waarschijnlijk om niet de indruk te willen wekken dat Led Zeppelin weer bij elkaar zou komen, vroegen zij John Paul Jones er niet bij; hij wist zelf van niets.
In 2004 produceerde Jones het laatste album van The Datsuns en in 2005 hielp hij mee aan het album In Your Honor van de Foo Fighters. De arrangementen van melancholische strijkpartijen/orkestraties in vier van de belangrijkste nummers op het toonzettende album Automatic for the People (1992) van R.E.M. komen eveneens van zijn hand, te weten: "Drive", "Everybody Hurts", "Sidewinder Sleeps Tonite" en "Nightswimming".
In 2007 trad hij met Robert Plant, Jimmy Page en Jason Bonham als Led Zeppelin weer samen op, tijdens het Ahmet Ertegun Tribute Concert in de O2 Arena in Londen.
Sinds 2009 speelt Jones bij Them Crooked Vultures, samen met Dave Grohl (Foo Fighters, Nirvana), Josh Homme (Queens of the Stone Age) en Alain Johannes (Eleven, Queens of the Stone Age).
John Paul Jones treedt regelmatig op als gastbassist/gitarist van Seasick Steve.